# Johann Heinrich Hose
Pour les articles homonymes, voir Hose.
Johann Heinrich Hose, né en 1765 à Tannroda et mort en 1841 à Eisenach, est un peintre et sculpteur allemand.

## Biographie
Johann Heinrich Hose naît en 1765 à Tannroda.
Entre 1777 et 1780, Johann Heinrich Hose fréquente l'école de dessin de Weimar et, à partir de 1783, il suit une formation de sculpteur auprès de Jean Tassaert à l'Académie royale des beaux-arts et des sciences mécaniques de Berlin, tout en se formant également à la peinture. En 1792, il retourne à Eisenach, où il devient professeur de dessin à la "Freie Zeichenschule" d'Eisenach en 1793. Il y enseigne jusqu'à ce qu'il aille à Paris vers 1799-1802. Il y est élève dans l'atelier de Jacques-Louis David et à l'École des Beaux-Arts. En 1802, il retourne à Eisenach et reprend l'enseignement à la "Freie Zeichenschule". À partir de 1809, Johann Heinrich Hose est sculpteur à la cour de Weimar, où il exécute divers bustes de la famille ducale.
Parmi les pièces les plus remarquables, citons les bustes du duc Frédéric-Auguste de Brunswick-Wolfenbüttel-Œls et de la duchesse Anne-Amélie de Brunswick.
Johann Heinrich Hose meurt en 1841 à Eisenach.

## Œuvres
- Anna Amalia Gedenkttafel, 1822-1823, bois de tilleul, 193 x 137 cm[3].
- buste du duc Frederick Augustus de Brunswick